# Alchemilla plicata
Alchemilla plicata é uma espécie de rosácea do gênero Alchemilla, pertencente à família Rosaceae.